# Samih Moudallal

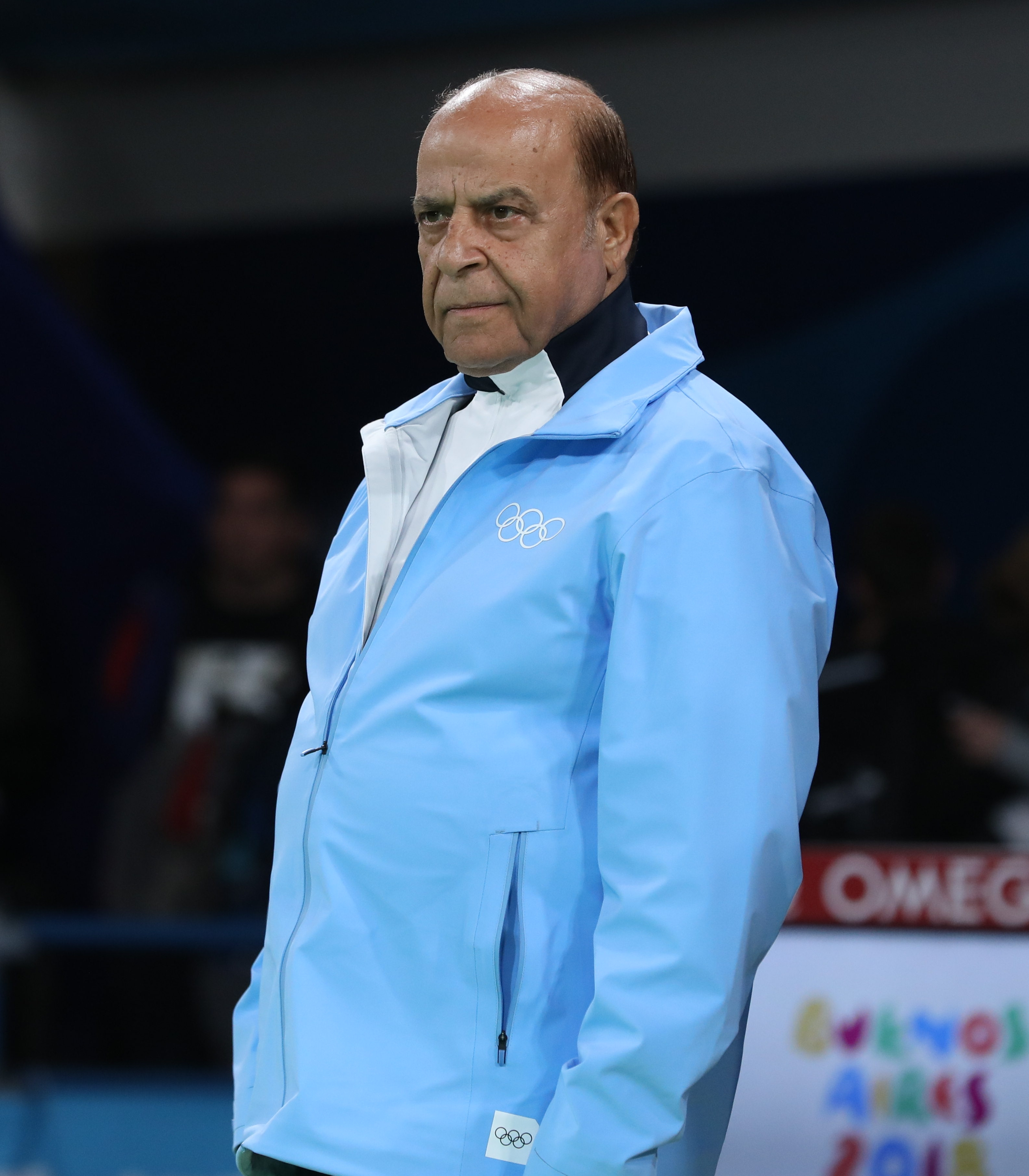
Samih Moudallal bei den Olympischen Sommerspielen der Jugend 2018 in Buenos Aires

Samih Moudallal  (arabisch سميح مودلال, DMG Samih Moodlal; * 20. September 1939) ist ein ehemaliger syrischer Gewichtheber und heutiger Unternehmer und Sportfunktionär.

## Allgemeines
Samih Moudallal studierte an der Universität Damaskus Sozialtechnik und Wirtschaftsplanung. Nach dem Abschluss seines Studiums wurde er Direktor des Planungs- und Statistikamtes des Finanzministeriums. Er arbeitete zudem als Berater und Sekretär des syrischen Parlamentssprechers und war Generalsekretär des syrischen Parlamentes. Als Generaldirektor steht er zwei Industrie-Unternehmen vor.

## Sportliche Karriere
Samih Moudallal betrieb Gewichtheben. Zwischen 1952 und 1972 wurde er mehrfach syrischer Landesmeister. Zwischen 1961 und 1972 wurde er arabischer Meister, zwischen 1963 und 1970 asiatischer Vizemeister. Bei den Weltmeisterschaften im Gewichtheben 1965 in Teheran belegte er Platz 7.

## Sportadministration
Als Chef de Mission begleitete Moudallal verschiedene syrische Mannschaften zu Großereignissen wie den Olympischen Spielen und den Mittelmeerspielen. Von 1971 bis 1981 war er Präsident des syrischen Gewichtheberverbandes. Von 1981 bis 2000 war er Präsident des syrischen NOKs, 2009 wurde er Ehrenpräsident auf Lebenszeit. Seit 2005 ist er Ehrenmitglied auf Lebenszeit des Comité international des Jeux méditerranéens.  

## IOC-Mitgliedschaft
1998 wurde Samih Moudallal zum IOC-Mitglied gewählt. Er ist aktuell Mitglied der Kommission für Kultur und olympisches Erbe.